# (35882) 1999 JT77
1999 JT77 (asteroide 35882) é um asteroide da cintura principal. Possui uma excentricidade de 0.17607550 e uma inclinação de 5.68706º.
Este asteroide foi descoberto no dia 12 de maio de 1999 por LINEAR em Socorro.